# Weißaugen-Honigfresser
Der Weißaugen-Honigfresser (Phylidonyris novaehollandiae) ist ein australischer Singvogel aus der Familie der Honigfresser.

## Merkmale
Der 18 cm lange Weißaugen-Honigfresser ist ein schwarz-weißer Vogel mit großen gelben Flecken an Flügeln und Schwanz, kleinen weißen Ohrenflecken und weißer Iris. Am Schnabelansatz befinden sich weiße Borsten. Beide Geschlechter sehen sich ähnlich, der Jungvogel ist braun gefärbt und hat eine graue Iris.

## Vorkommen
Das Verbreitungsgebiet des Weißaugen-Honigfressers umfasst Tasmanien und Südaustralien. Er lebt in Hecken, Wäldern, Parks und Gärten.

## Verhalten
Der gesellige Weißaugen-Honigfresser, der keine Scheu vor Menschen zeigt, ist schwer zu beobachten, da er sehr aktiv ist und selten lange auf einer Stelle sitzen bleibt. Bei Gefahr stößt er einen lauten Warnruf aus, in den oft mehrere Artgenossen einstimmen. Manchmal geht der Vogel alleine auf Futtersuche, gewöhnlich aber trifft man ihn in großen Gruppen an, oft auch zusammen mit anderen Honigfresserarten. Neben Nektar gehören auch Früchte, Spinnen und andere kleine Wirbellose, die sie von Blättern picken, zur Nahrung.

## Fortpflanzung
Obwohl die Weißaugen-Honigfresser sich das ganze Jahr über paaren können, nisten sie hauptsächlich zwischen Juli und Januar bis zu dreimal. Das schalenförmige Nest, aus Borke und Gras, wird mit Spinnweben verklebt und mit weichen Pflanzenteilen ausgepolstert. 2 bis 3 weiße Eier, mit rot-grauen Flecken, werden 18 Tage bebrütet. Die Nestlinge werden zwei Wochen von beiden Elterntieren gefüttert.